# Academia Paraguaya de la Lengua Española
La Academia Paraguaya de la Lengua Española es una asociación de académicos y expertos en el uso de la lengua española en Paraguay. Establecida el 30 de junio de 1927, en Asunción, es miembro de la Asociación de Academias de la Lengua Española.

## Académicos

### Académicos de número por orden de antigüedad
- Sr. D. Secundino Núñez.
- Sr. D. Hugo Rodríguez-Alcalá.
- Sr. D. Rolando Niella.
- Sr. D. Manuel Peña Villamil.
- Sr. D. Francisco Pérez Maricevich.
- Rvdo. P. Bartomeu Meliá.
- Sr. D. Roque Vallejos Pérez Garay.
- Sr. D. Ramiro Domínguez.
- Sra. D.ª Mercedes Domaniczky de Céspedes.
- Sr. D. Manuel E. B. Argüello.
- Sr. D. Juan Carlos Mendonça.
- Sra. D.ª Beatriz Rodríguez-Alcalá de González Oddone.
- Sr. D. Julio Lezcano Claude.
- Sra. D.ª Dirma Pardo de Carugati.
- Sr. D. Víctor Casartelli.
- Sr. D. José Antonio Moreno Ruffinelli.
- Sr. D. Osvaldo González Real.
- Sra. D.ª Renée Ferrer de Arréllaga.
- Sra. D.ª Elena Pane de Pérez Maricevich.
- Sr. D. Rubén Bareiro Saguier.
- Sr. D. Gustavo Laterza Rivarola.
- Sr. D. Jacobo Rauskin.
- Sr. D. Jesús Ruiz Nestosa.
- Sr. D. Carlos Villagra Marsal.
- Sr. D. Bernardo Neri Farina.
- Sra. D. Maribel Barreto.
- Sr. D. Esther González Palacios.
- Sr. D. Fernando Pistilli.
- Sr. D. Alfredo Boccia Paz.
- Sr. D. Javier Viveros.

### Académicos electos
- Sra. D. Limpia Concepción Esteche.